# Kannywood
Kannywood és el terme informal popularment utilitzar per a definir la indústria del cinema en llengua haussa i que té la base a la ciutat de Kano, Nigèria. També és utilitzat per a definir la indústria fílmica del nord de Nigèria en contraposició a la del sud del país, coneguda com a Nollywood.
El film  Turmin Danya  ("El Sorteig"), 1990, normalment és citat com la primera pel·lícula Hausa comercial. Aquesta és considerada també el primer film comercial del nord de Nigèria. El 2012, hi havia unes 2000 empreses de cinema registrades a l'Associació Kano Estatal Filmmakers.
Kannywood va ser creada per les autoritats natives de kanoper tal de crear oportunitats de feina a la ciutat. La indústria va incorporar actors com Ali Nuhu, conegut com a Sarki. L'objectiu dels films de Kannywood són oferir coneixements, entreteniment i cultura a la seva societat.